# Perfect Strangers (1945)
Perfect Strangers ist ein britisches Filmdrama aus dem Jahre 1945 von Alexander Korda mit Robert Donat und Deborah Kerr in den Hauptrollen.

## Handlung
London 1940, zu Beginn der Luftschlacht um England. Robert und Cathy Wilson sind ein eher schüchternes, fast scheues Ehepaar. Er ist Buchhalter, sie langweilt sich als Hausfrau durch ihren grauen Ehealltag. Eines Tages beginnt der Zweite Weltkrieg auch ihr durchschnittliches Leben dramatisch zu verändern, und nichts ist mehr so wie es einmal war. Robert wird einberufen und tritt in die Royal Navy ein, während sie sich, gegen seinen Willen, dem Königlichen Marinedienst der Frauen, dem Wrens, anschließt. In den folgenden drei Jahren sind die beiden Eheleute getrennt, was im Übrigen ihrer Verbindung gut tut, denn die beiden schüchternen jungen Briten beginnen, jede(r) für sich, an Selbstvertrauen zu gewinnen. Cathy beispielsweise fängt an, sich nun dank des Zuspruchs seitens ihrer neuen Freundin Dizzy Clayton, auch rechts und links von sich umzuschauen. Sie geht mit Dizzys Cousin, dem Marinearchitekten Richard, aus, der sich prompt in sie verliebt. Auch wenn Cathy nunmehr die eheliche Einöde mit ihrem Ehemann erst richtig erkennt, so bleibt sie ihm doch weiterhin treu.
Für Robert wird der Krieg zu einem noch einschneidenderen Erlebnis. Der Dienst auf hoher See macht aus dem verweichlichten Zivilisten einen „ganzen Kerl“, und Robert steigt schließlich zum Unteroffizier auf. Bei einem Gefecht, in dem sein Schiff untergeht, verbrennt er sich seine Hände stark, doch er rudert mit dem Rettungsboot fünf Tage lang über die See ohne sich zu beklagen. Wieder festen Boden unter den Füßen, wird er sogleich in ein Lazarett eingeliefert, wo ihn die nette Krankenschwester Elena gesund pflegt. Am letzten Abend seines Krankenhausaufenthalts wagt Robert es, Elena um ein gemeinsames Diner zu bitten. Er fühlt sich von der jungen Frau angezogen, doch sie teilt ihm freundlich aber bestimmt mit, dass sie erst seit sechs Monaten Witwe sei und macht ihm damit klar, dass sie zu einer neuen Beziehung noch nicht bereit sei. Elena gibt Robert einen Abschiedskuss und lässt ihn allein zurück. Als Cathy wie auch Robert zehn Tage Heimaturlaub bekommen, freut sich keiner der beiden darüber – zu sehr sitzt ihnen die Angst im Nacken, in den grauen Ehealltag mit dem anderen zurückkehren zu müssen.
Während Robert dennoch daheim auf seine Cathy wartet, kann sich dessen Ehefrau einfach nicht dazu überwinden, zu ihm an Heim und Herd und die dort erwartende Wohnungseinöde zurückzukehren. Stattdessen telefoniert sie mit ihm und schlägt vor, sich mit ihm auf „neutralerem Boden“ zu treffen. Sie sagt ihm, dass sie nicht zu ihm zurückkehren wird. Er ist erleichtert und stimmt, sehr zu ihrer Überraschung, einer Scheidung zu. Gemeinsam gehen sie in einen Pub, wo jeder der beiden die Veränderung des Ehepartners wahrzunehmen beginnt. Sie bemerken zu ihrer größten Verwunderung, dass sie eigentlich „perfekte Fremde“ sind. Und vielleicht ist es gerade das, was sie wieder zueinanderführt und erneut ein gegenseitiges Interesse weckt. Als man Roberts Freund Scotty in der Kneipe antrifft, rutscht Robert eine wenig schmeichelhafte Beschreibung von der „alten“ Cathy gegenüber der neuen heraus, was diese tief verletzt, als sie über Scotty davon erfährt. Es kommt auf der Straße auf dem Nachhauseweg erneut zu einem Streit und dem Entschluss, sich nun doch scheiden lassen zu wollen. Erst spät am Abend erkennen sie, was beider Veränderungen wirklich für ihre Beziehung zueinander bedeutet. Cathy zeigt Robert nämlich sinnbildlich, wie die Wände, die früher ihre Fenster blockierten, bei dem Bombenanschlag zusammengestürzt sind und die Wohnung nunmehr lichtdurchflutet wirkt. Sie blicken über die verwüstete Stadt und erkennen, dass alles wieder aufgebaut werden kann, egal wie lange es dauert. Dann küssen sich beide.

## Produktionsnotizen
Perfect Strangers entstand in der Spätphase des Zweiten Weltkriegs, ab Ende Mai 1944, in London und Schottland und wurde im August 1945 in der britischen Hauptstadt uraufgeführt. Massenstart war am 15. Oktober desselben Jahres. Eine deutsche Aufführung hat es nicht gegeben. In den USA wurde der um rund zehn Minuten gekürzte Film seit dem 1. November 1945 unter dem Titel Vacation From Marriage vertrieben.
Die Autorin Clemence Dane erhielt für ihre Storyvorlage 1947 einen Oscar.
Alexander Kordas Bruder Vincent Korda gestaltete die Filmbauten. Ihm arbeitete der österreichische Emigrant Ferdinand Bellan zu. Muir Mathieson dirigierte das London Symphony Orchestra. Die Spezialeffekte schuf Percy Day. In einer winzigen Rolle als Soldat ist der spätere 007-Darsteller Roger Moore zu sehen.
Ursprünglich sollte der US-Regisseur Wesley Ruggles diesen im Auftrag des Londoner Ablegers des Hollywood-Studios MGM in Auftrag gegebenen Film unter Kordas Produktionsoberhoheit inszenieren, doch nachdem es zwischen Korda und Ruggles Meinungsverschiedenheiten gegeben hatte, entschloss sich der Produzent laut einer Meldung des Hollywood Reporter vom Mai 1944, die Regie selbst zu übernehmen.

## Kritiken
Die angloamerikanischen Kritiken waren, mit einigen wenigen Einschränkungen, überwiegend positiv.
Der Movie & Video Guide konstatierte, dass „Donat und Kerr funkeln“ würden.
Halliwell’s Film Guide merkte an, der Film sei eine „angenehme Komödie mit guten Schauspielern, aber der Umschwung von zwei solchen Karikaturen zerrt wirklich an der Glaubwürdigkeit“.
Die New York Times meinte, der Film „leuchtet mit Gelächter und ehrlichem Gefühl“.
US-Filmkritiker James Agee befand, die größte Schwäche des Films sei sein Scheitern zu zeigen, „wie ein kurzfristig überschwängliches Paar unkontrolliert unter ihren Stein der Friedenszeit zurücksinkt“.